# Антон Райхенов
Антон Райхенов (нім. Anton Reichenow, 1 серпня 1847 — 6 липня 1941) — німецький орнітолог-систематик.

## З життєпису
В 1874 році Райхенов став асистентом в берлінському Музеї природознавства. В 1888 році він як наступник свого тестя Жана Кабаніса (1816—1906) став куратором орнітологічної колекції музею. В 1906 він став директором музею. Райхенов значно поповнив колекцію Природничого музею. В 1893 році він став секретарем Німецького товариства орнітологів.
Райхенов здійснив експедицію до Кот д'Івуару, Габону і Камеруну в 1872—1873 роках разом з Рейнгольдом Бухгольцем. Досліджував колекцію, зібрану Густавом Фішером (1848—1886), другом Райхенова, який помер після повернення з Африки.
З 1893 по 1921 роки Райхенов був головним редактором орнітологічного журналу «Journal für Ornithologie». В цьому журналі він щомісячно публікував результати власних досліджень. Після того, як в 1921 році Антон вийшов на пенсію, він переїхав до Гамбурга, де співпрацював з місцевим Зоологічним музеєм.
Як провідний фахівець з африканських птахів, Райхенов з 1900 по 1905 рік видав працю в трьох томах «Птахи Африки» (Die Vögel Afrikas). Ця фундаментальна праця заклала підвалини для подальшого дослідження орнітофауни континенту. Також Райхенов описав всі відомі на той час види папуг в праці «Vogelbilder aus Fernen Zonen: Abbildungen und Beschreibungen der Papageien» (написана в 1878—1883 роках, ілюстрована Густавом Мютцелєм). В 1899 році він видав книгу «Die Vögel der Bismarckinseln».
Райхенов працював також в галузі герпетології. Він описав рід і два види жаб, а також два види ящірок. Один з видів сцинків, Lacertaspis reichenowii був названий на честь Райхенова. На його честь була також названі низка видів птахів, зокрема Anthreptes reichenowi, Batis reichenowi, Cinnyris reichenowi, Crithagra reichenowi, Cryptospiza reichenovii, Drepanorhynchus reichenowi, Pitta reichenowi та Streptopelia reichenowi.

## Публікації
- Die Negervölker in Kamerun (Берлін, 1873)
- Die deutsche Kolonie Kamerun (Берлін, 1884)
- Die Vogelwelt von Kamerun (1890—1892)
- Die Vogelfauna der Umgegend von Bismarckburg (1893)
- Die Vögel Deutsch-Ostafrikas (Берлін, 1894)
- Vögel des Weltmeeres (1908)
- Die Vögelfauna des mittelafrikanischen Seengebiets (Лейпциг, 1911)
- Die ornithologischen Sammlungen der zoologischbotanischen Kamerunexpedition (Берлін, 1911)
- Die Vögel. Handbuch der systematischen Ornithologie (Штутгарт, 1913)